# أسبوع الآلام في إسبانيا

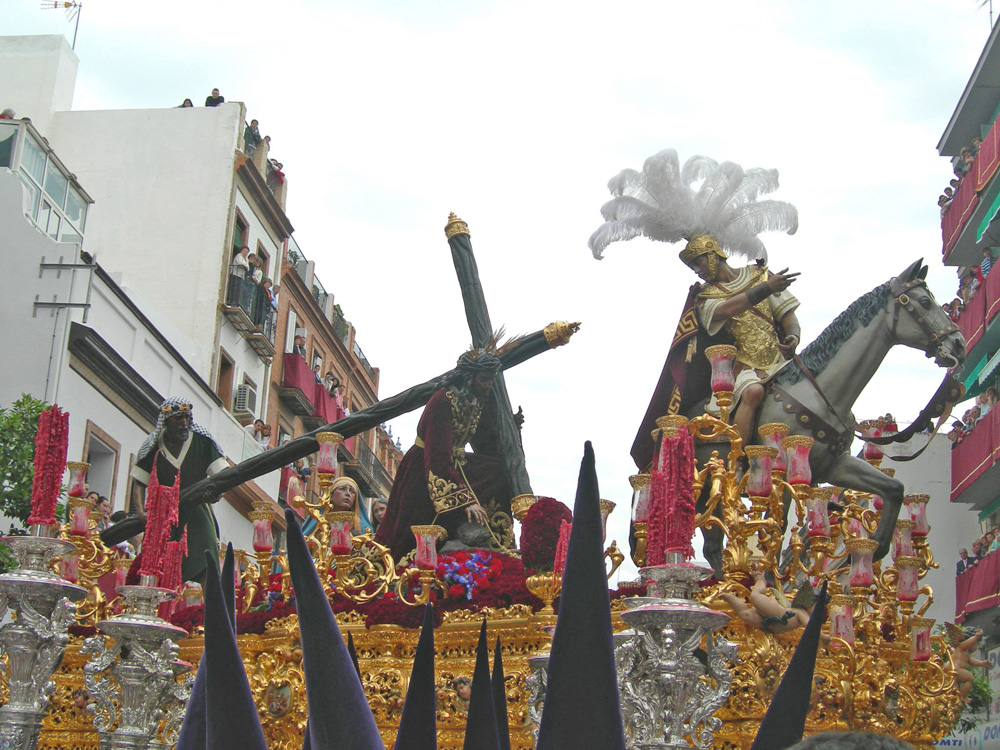
من مظاهر أسبوع الآلام في إسبانيا.

أسبوع الآلام في إسبانيا (بالإسبانية: Semana Santa en España) هو احتفال سنوي لذكرى الآلام يسوع ويحتفل به عدد من الأخويات الصوفية والأخويات الدينيّة الكاثوليكية. تقام هذه المواكب في شوارع المدن والبلدات الإسبانية تقريبًا خلال الأسبوع الأخير من الصوم الكبير، أو ما يعرف باسم أسبوع الآلام.
تعرف إسبانيا تقاليد كاثوليكية عريقة تظهر في تطوافات ومواكب أسبوع الآلام ويكون ذروتها في الجمعة العظيمة في مناطق متفرقة من البلاد لكنها تأخذ طابع مميز وخاص في منطقة الأندلس خاصًة في مدينة اشبيلية وغرناطة، والتي تحولت إلى مركز جذب للحج والسياحة المسيحية، المواكب تكون مكونة غالبًا من محفات يحمل كل منها العشرات من الرجال الأشداء يتسابقون في التطوع لنيل هذا التشريف. غطاء المحفة مطرز بالخيوط الذهبية والفضية ومرصع بالأحجار الكريمة. تمثل المحفات حلقات من قصة الصلب والقيامة وتماثيل للعذراء يختلف الواحد عن الآخر في تعبيرات الوجه التي تتراوح ما بين اللوعة والآلم إلى الإستسلام الحزين ثم الرجاء. يتبع المحفات فرق موسيقية يصاحبها أحيانًا صوت أوبرالي ينطلق من إحدي الشرفات المطلة على الطريق.
يتعلق الاحتفال في أسبوع الآلام بالتقوى الشعبية والتي تعتمد بشكل حصري تقريبًا على المواكب التابعة للجمعيات أو الاخويات. هذه الجمعيات لها أصول تعود إلى العصور الوسطى، ولكن تم إنشاء عدد منها أيضًا خلال فترة الباروك، مستوحاة من الإصلاح المضاد وأيضا خلال القرنين العشرين والحادي عشر. عضوية الأخويات عادًة مفتوحة أمام أي شخص كاثوليكي، كما أن التقاليد العائلية هو عنصر هام لتصبح عضوًا أو «شقيق» (بالإسبانية: hermano).

## مظاهر من أسبوع الآلام

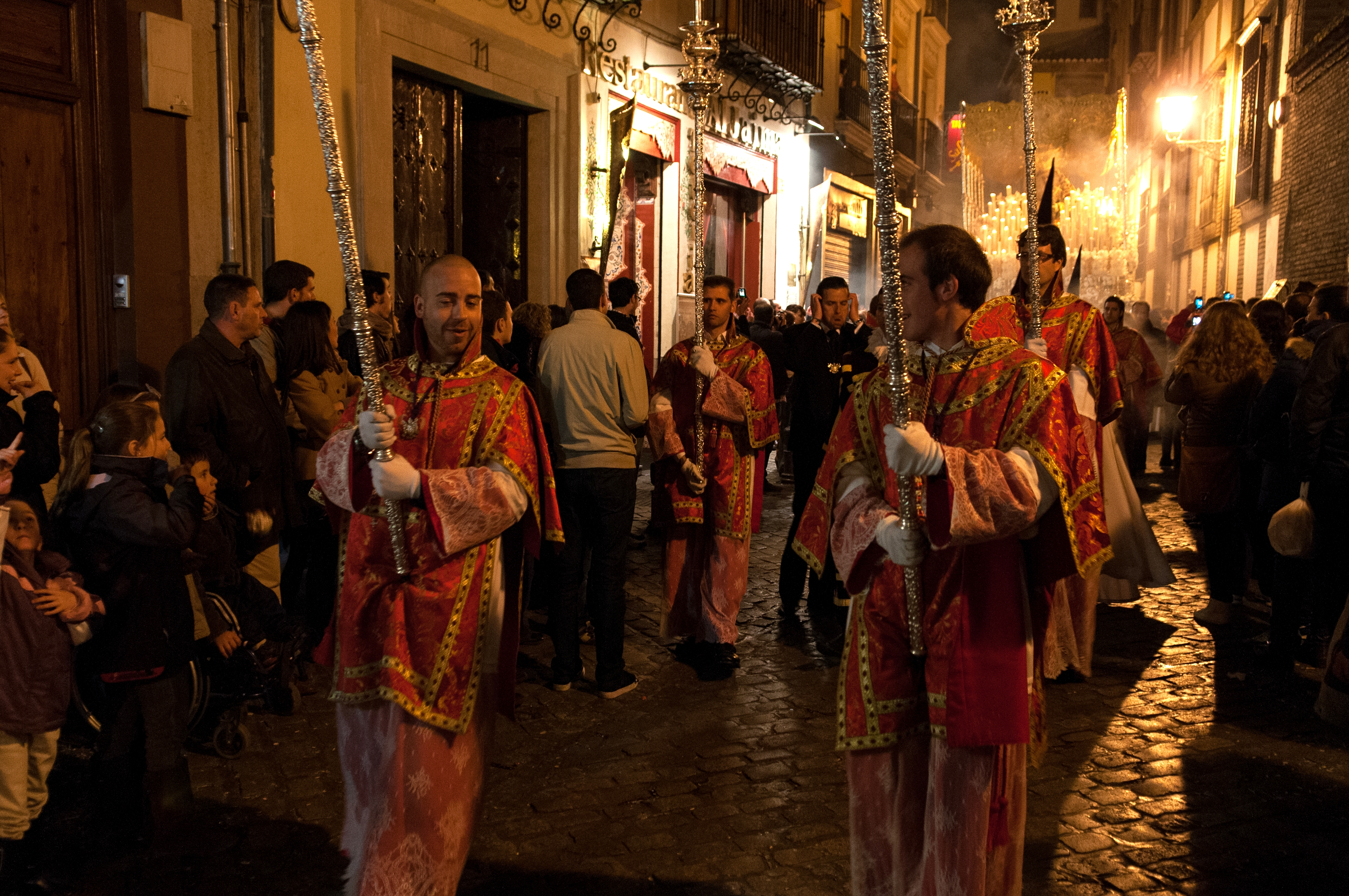
مظاهر أسبوع الآلام في غرناطة
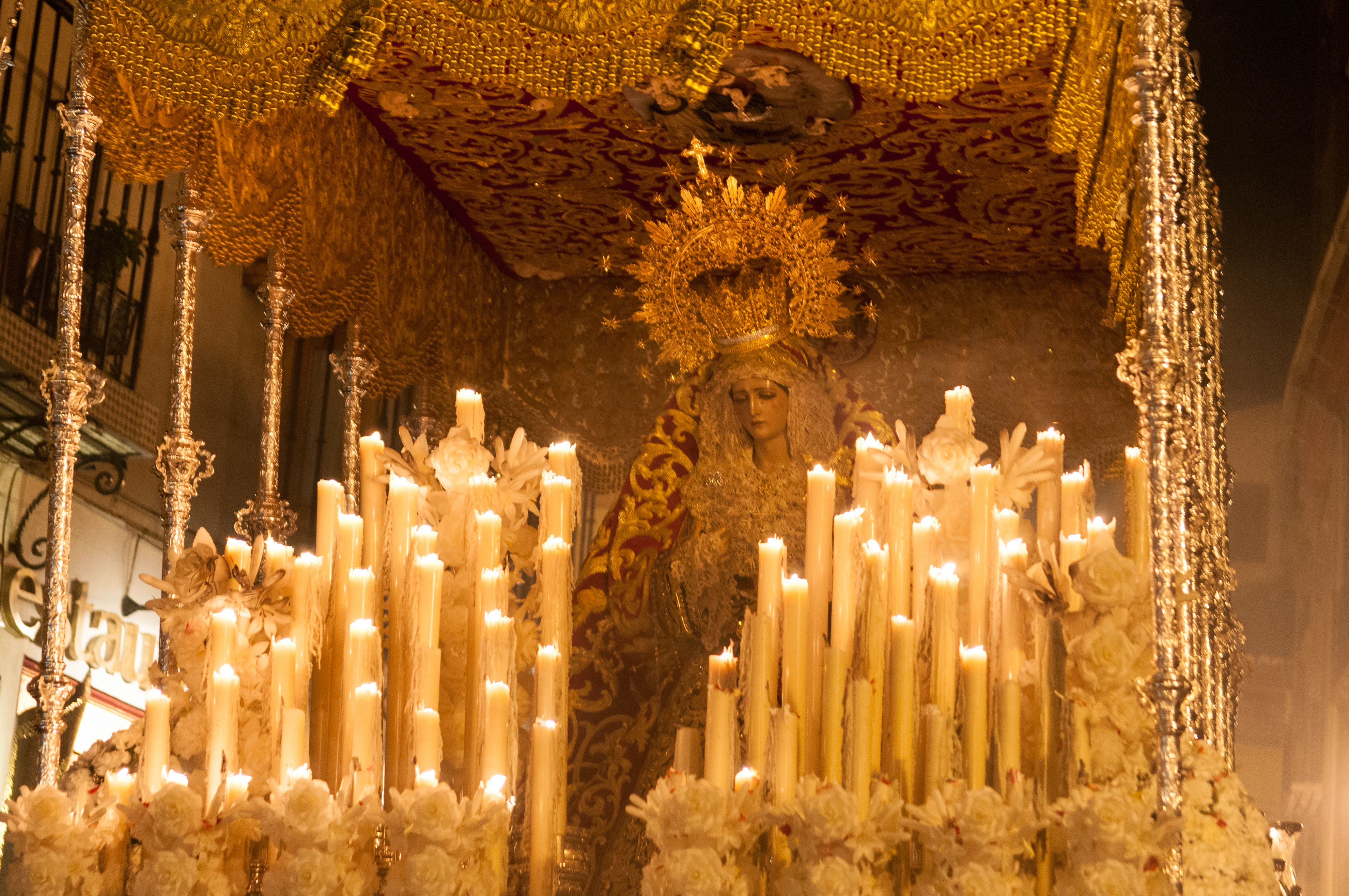
موكب العذراء في غرناطة
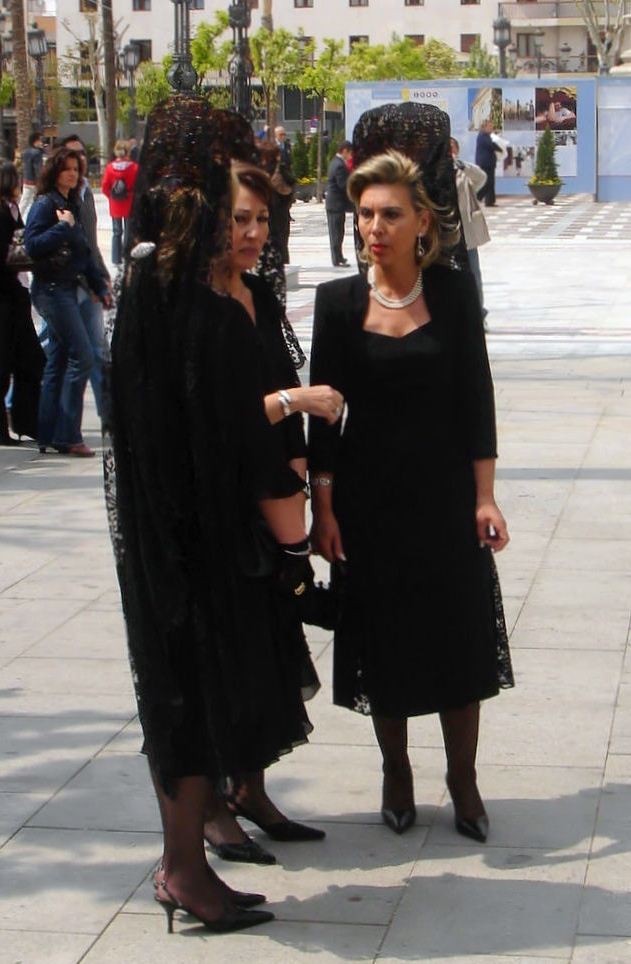
نساء ترتدي الزي التقليدي للمناسبة في أندلوسيا
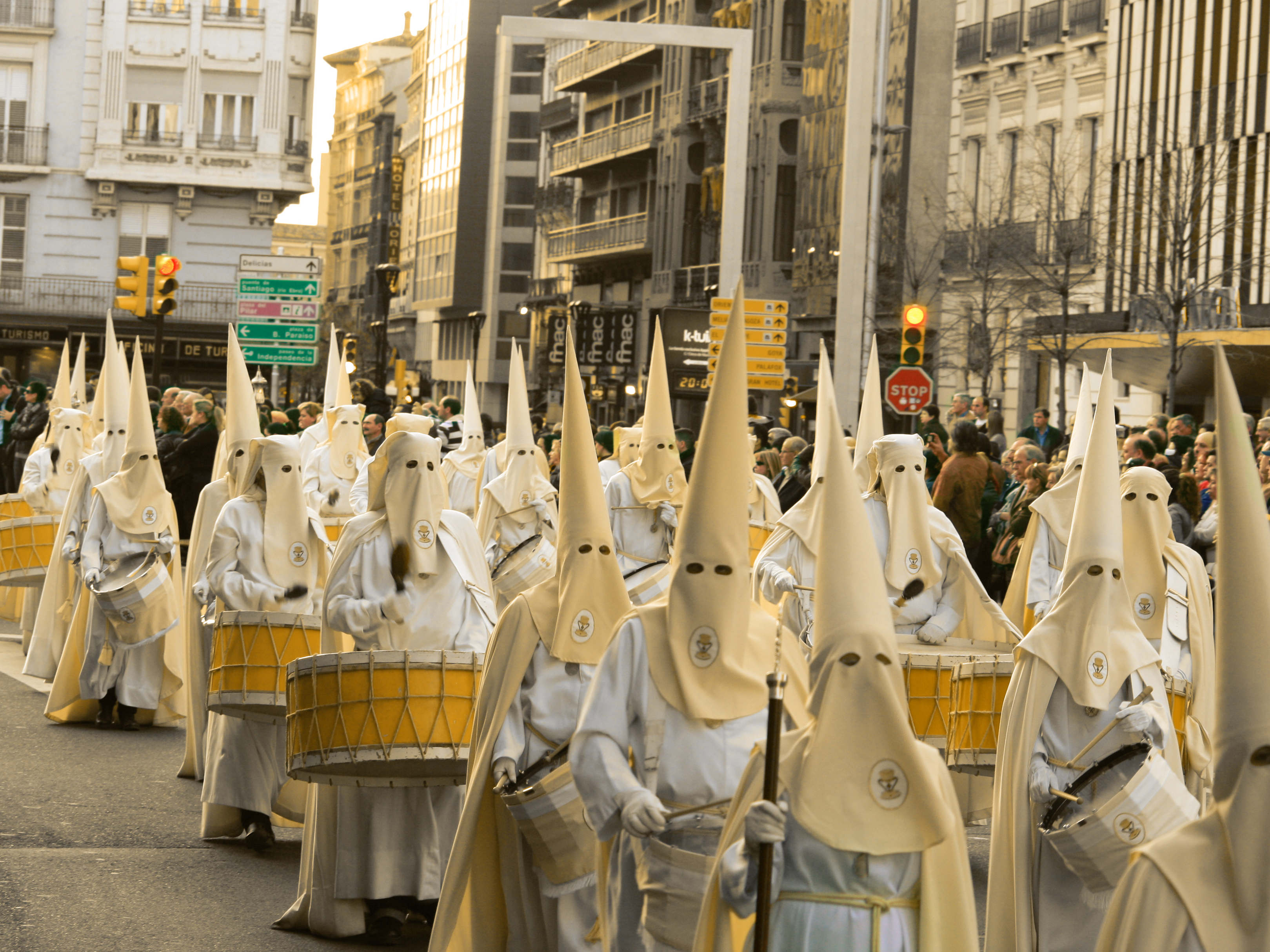
أخوية النازيرنو في سرقسطة
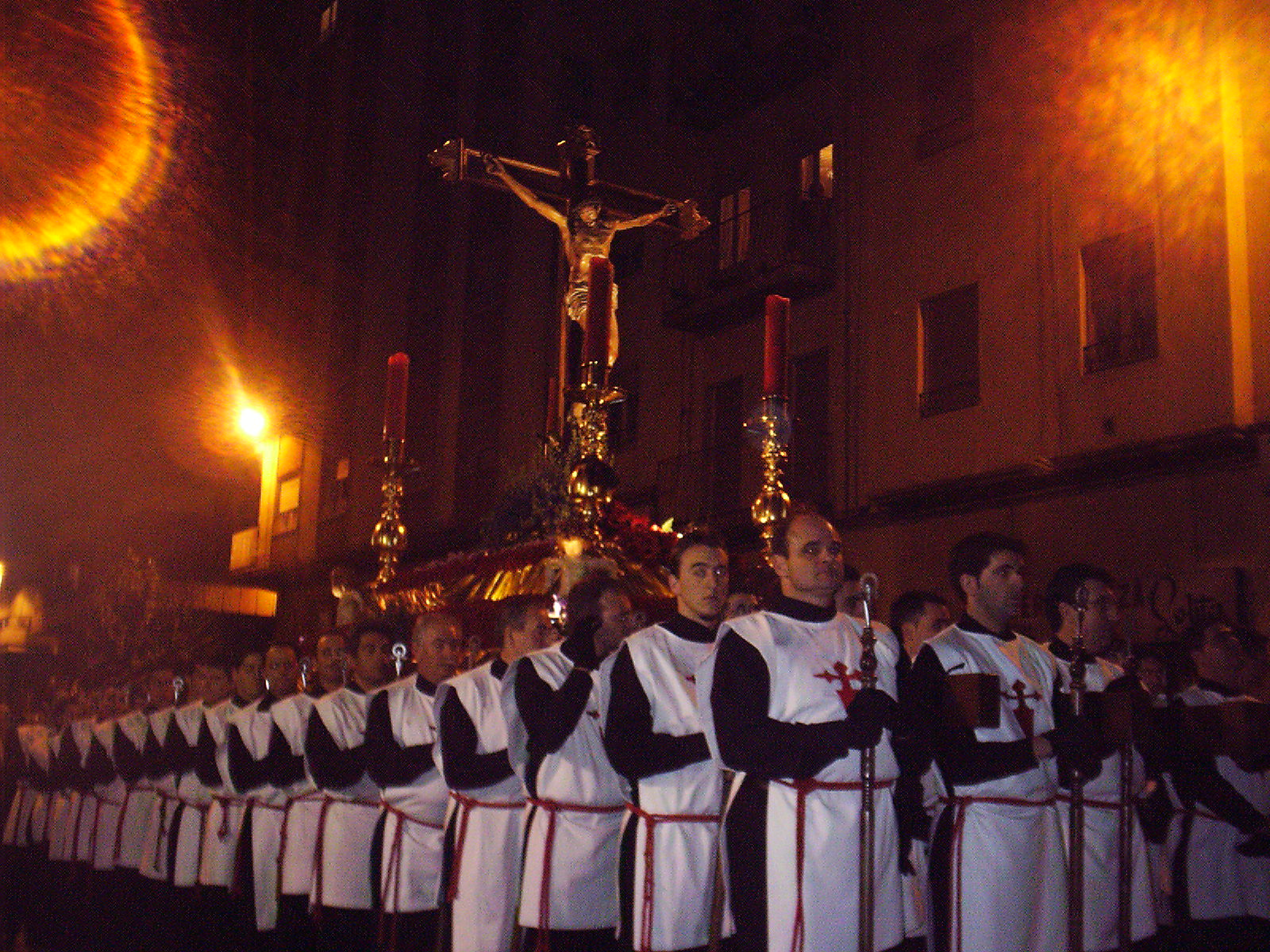
أخوية صوفية في مقاطعة فالنسيا
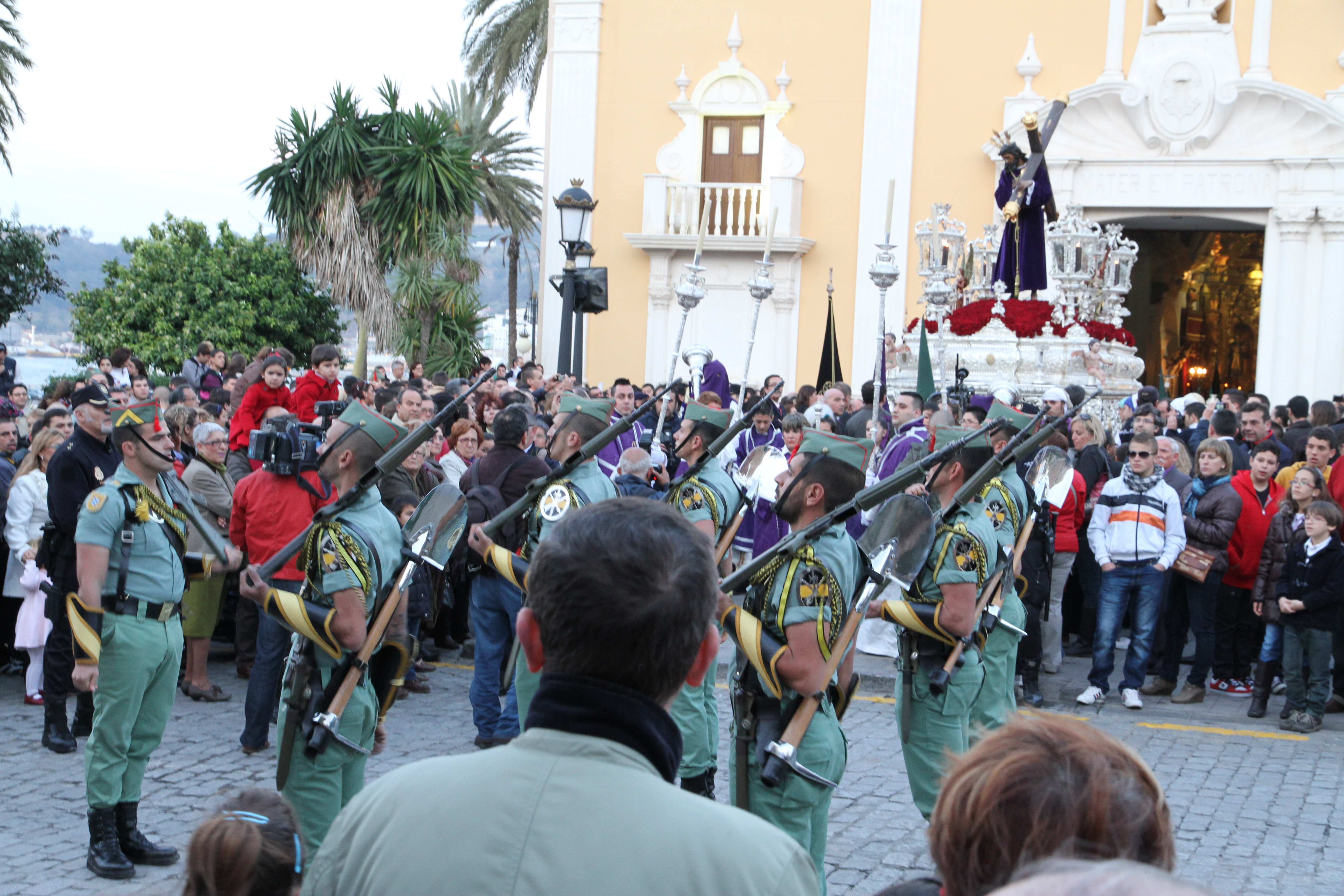
مظاهر الجمعة الحزينة في سبتة
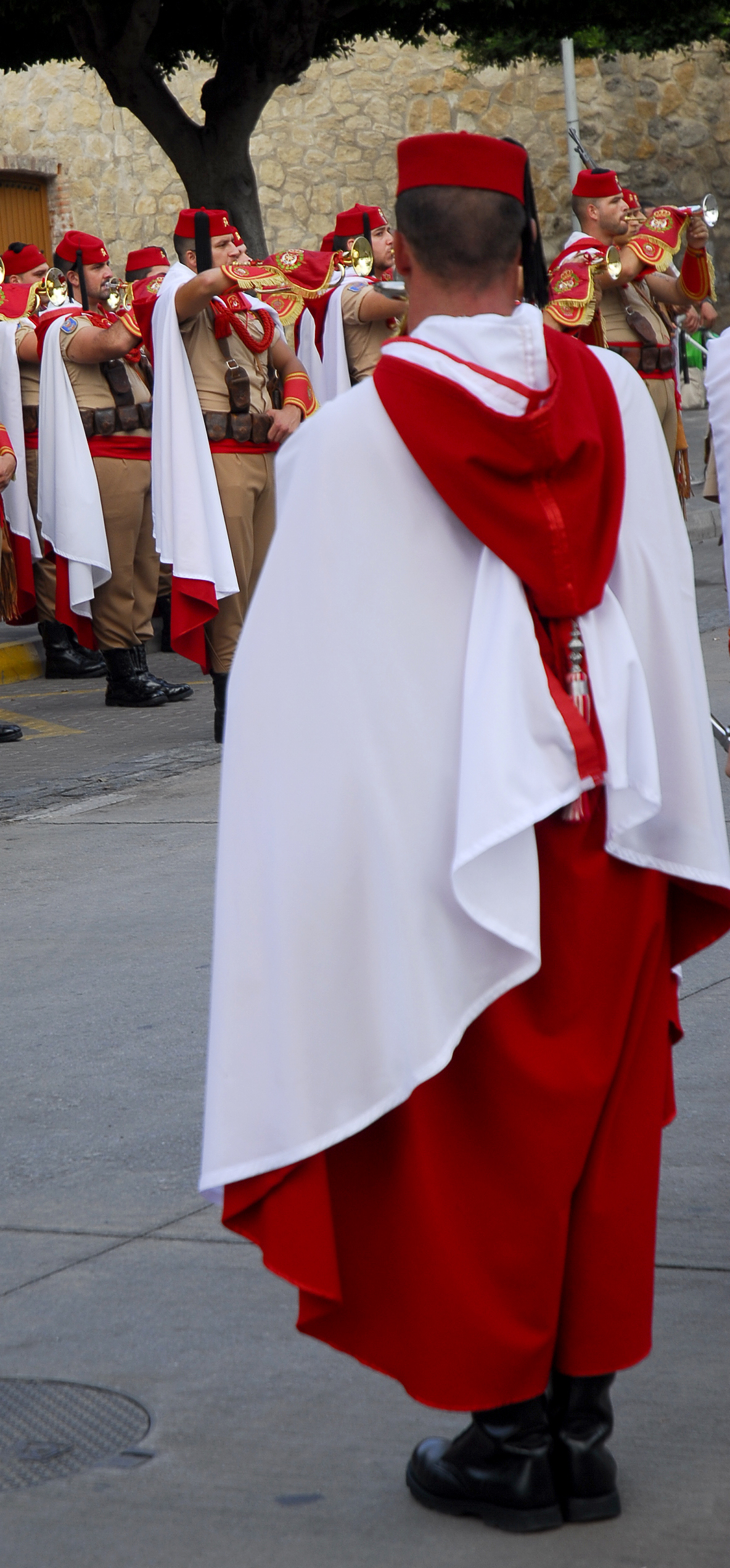
مظاهر الجمعة الحزينة في مليلية
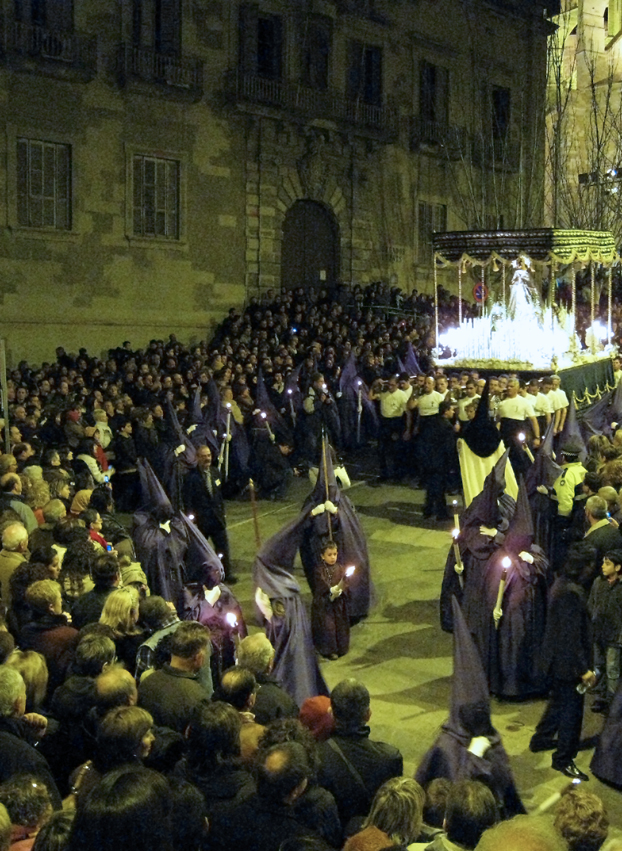
مظاهر الجمعة الحزينة في برشلونة
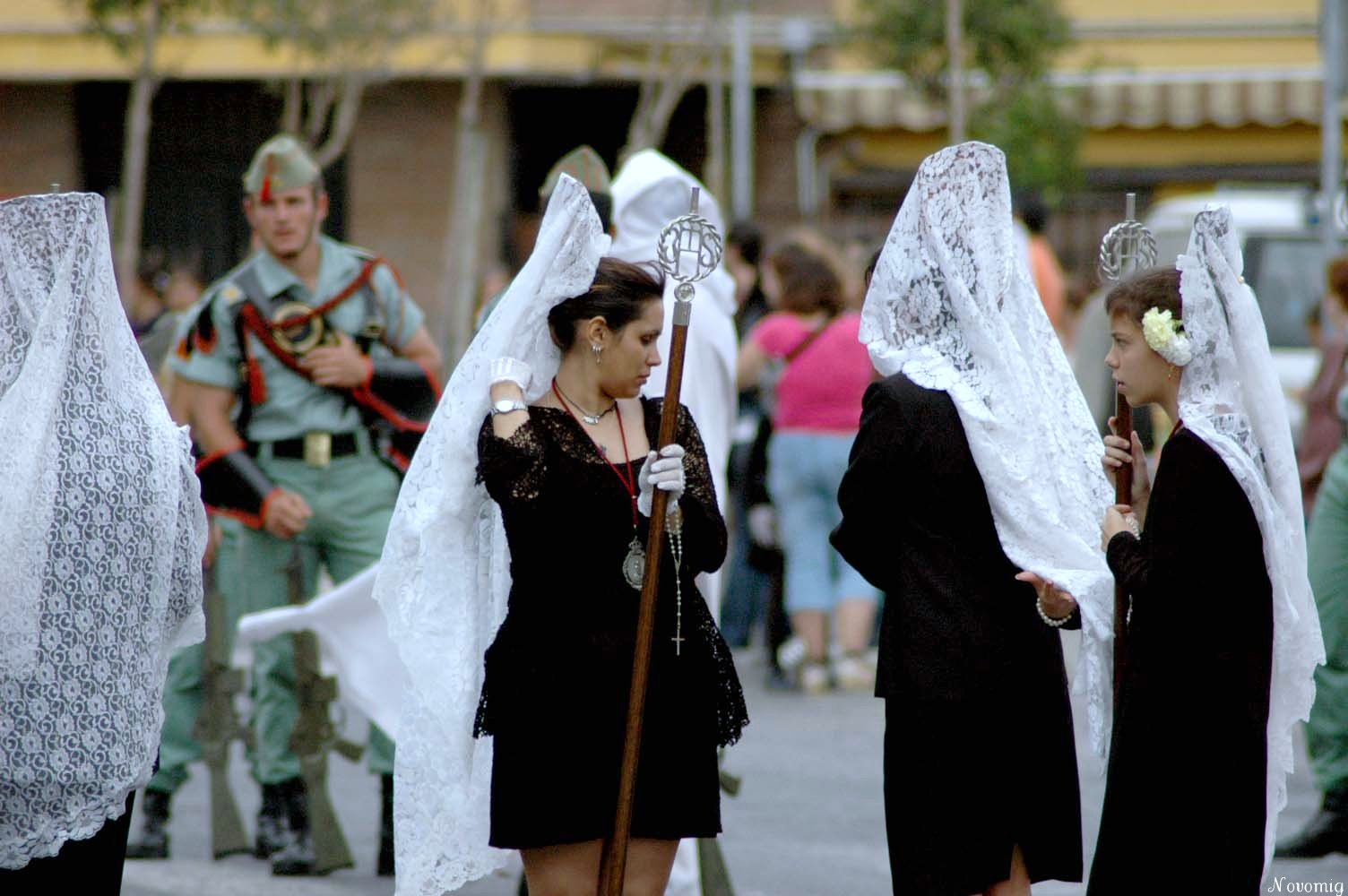
الزي التقليدي للمناسبة في مليلية
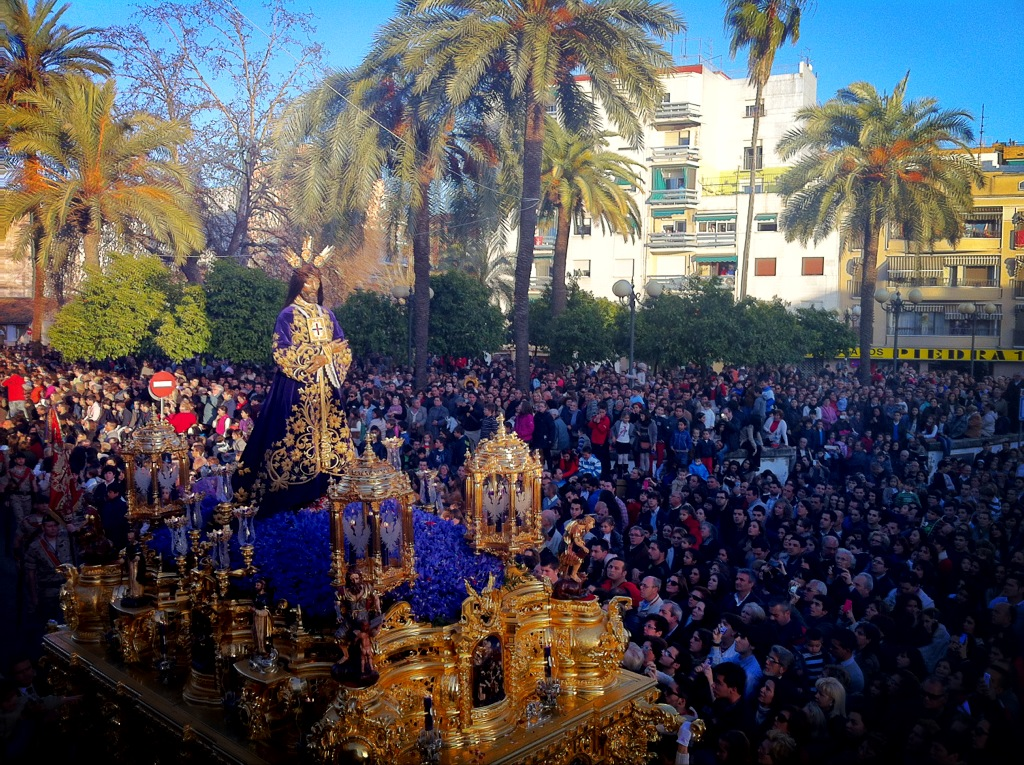
مظاهر الجمعة الحزينة في مدينة قرطبة